# Зазимки
«Зазимки» («Наступление зимы», «Открыли дверь, и в кухню паром…») — стихотворение Бориса Леонидовича Пастернака. Автором датируется 1941 годом, включено им в сборник «На ранних поездах», в первый том сочинений (1957). Написано в Переделкино в 1944 году.
«Один из совершеннейших образцов этой новой и в самом деле „неслыханной“ простоты, этой новой под конец жизни обретенной им поэзии» (Владимир Васильевич Вейдле, «Умирание искусства»).
В стихотворении отражены многие характерные для творчества Бориса Пастернака темы и художественные приемы.
Свойственное Пастернаку циклическое восприятие мира, вечного обновления жизни и природы, с новой весной, с каждым новым падающим снегом («Зима, и все опять впервые») отражено и в составе сборника «На ранних поездах», куда включено стихотворение. В нём представлены 4 стихотворения, вместе составляющие цикл года: ": «Летний день», «Зазимки», «Иней», «Опять весна».
Елена Макаровская в диссертации, посвященной языковым средствам выражения времени в поэзии Бориса Пастернака, пишет, что в строчках «На улице, шагах в пяти, Стоит, стыдясь, зима у входа И не решается войти» отражено отношение Пастернака ко времени как к живому существу (также среди примеров: «Сырое утро ёжилось и дрыхло» (Спекторский); «И март разбрасывает снег На паперти толпе калек, Как будто вышел человек, И вынес, и открыл ковчег, И все до нитки роздал» (На Страстной).
Последние строфы стихотворения («Во льду река и мерзлый тальник…» и т. д.) показывают характерную деталь творчества Пастернака — представление двух равноправных точки зрения.
В стихотворении возникает образ мира и его зеркала (формула Р. О. Якобсона): «Как зеркало на подзеркальник, Поставлен чёрный небосвод.»